# Illes Shortland
Les Illes Shortland són un arxipèlag de la província occidental de les illes Salomó. Està situat prop de l'illa de Bougainville a Papua Nova Guinea; és a dir, a l'extrem nord-oest del territori. L'illa més gran és l'illa de Shortland. N'hi ha d'altres com Ovau, Pirumeri, Magusaiai, Fauro i Ballale Islands. Aquestes illes van ser ocupades pels japonesos durant la Segona Guerra Mundial i hi ha molts avions i vaixells enfonsats a les seves aigües.
Alemanya va reclamar la sobirania de les illes fins al 1900.